# Gamla Finland

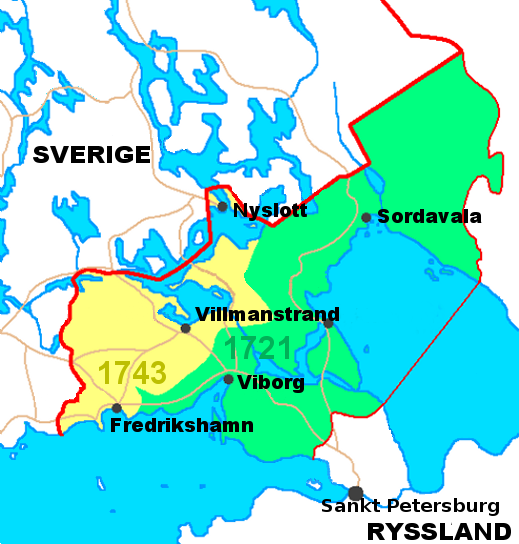
Områden Sverige förlorade till Ryssland i frederna år 1721 (grönt) och 1743 (gult)

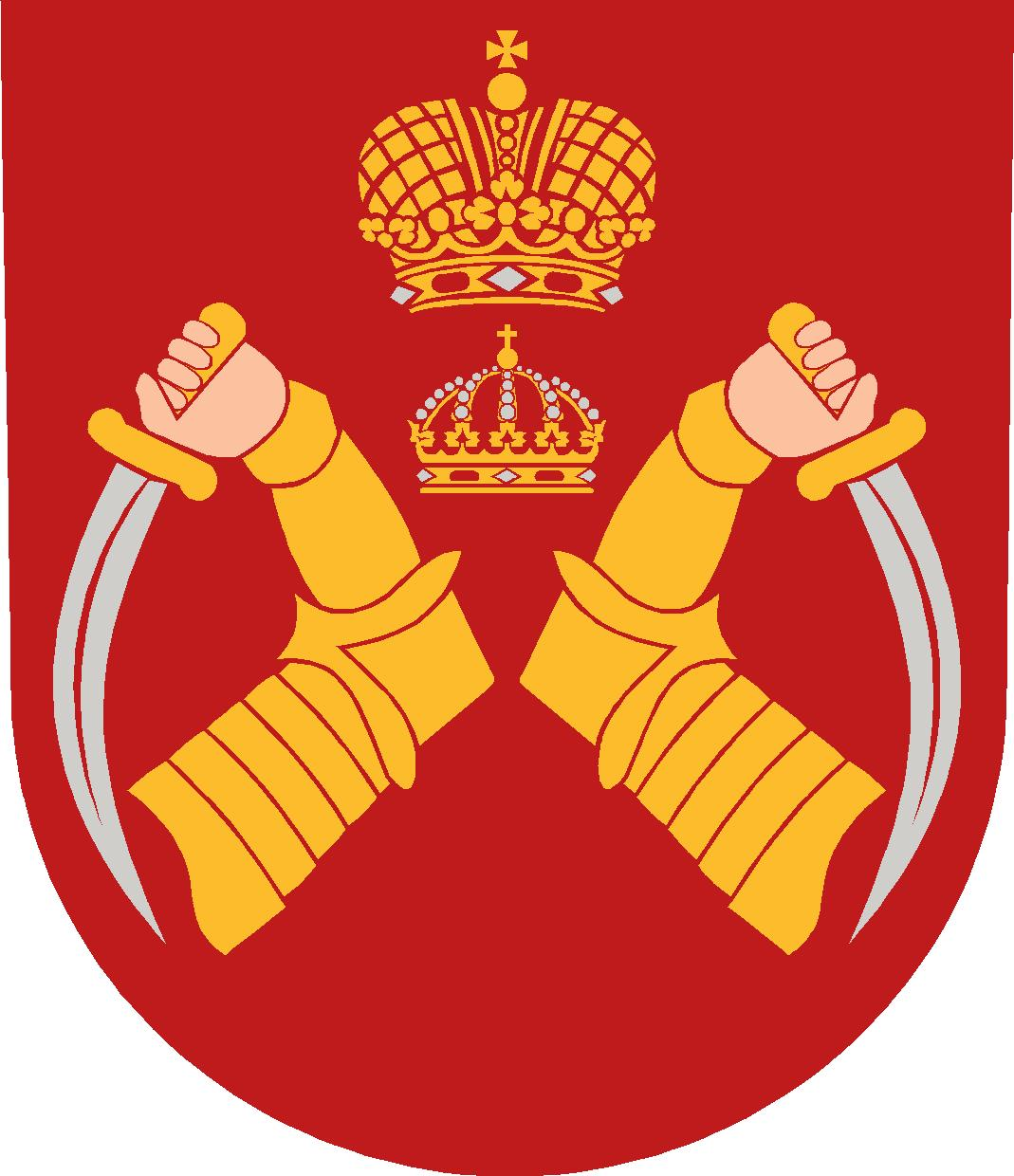
Vapen 1788–1811

Gamla Finland, Ryska Finland, kallades den östligaste delen (Viborgs län) av storfurstendömet Finland, vilken avträddes till Ryssland genom freden i Nystad 1721 och freden i Åbo 1743 och vilken 1812 återförenades med det övriga Finland, det så kallade Nya Finland eller Svenska Finland. Området var 1721–1811 administrerat som Viborgska guvernementet.
Rättsväsendet i Gamla Finland fortsatte på samma sätt som under den svenska tiden i vad som kallades Gamla Finlands lagsaga.   Lagmansrätten upprättades 1742 och verkade till 1812 med undantag för åren 1784-1797 då allmänryska regler följdes. Under tiden hade befolkningen i dessa trakter uppblandats med ryska element genom de flesta tjänsters besättande med ryssar, genom inflyttningar från Ryssland, särskilt till städerna, samt genom bortförläning av en stor del av jorden till ryssar. På samma gång hade befolkningen gått tillbaka i andlig och materiell odling.
Sedan det övriga Finland 1809 såsom särskild stat blivit förenat med Ryssland, lyckades det 1811 Gustaf Mauritz Armfelt, som då var Alexander I:s främste rådgivare för Finland, att genomdriva en återförening av dessa bägge landsdelar. Genom manifestet 11 (23) december 1811 skildes Viborgs län från kejsardömet Ryssland samt "införlivades med storfurstendömet Finland", och genom en förordning 31 december samma år tillförsäkrades länets inbyggare bland annat samma rättigheter, som övriga finska medborgare "enligt storfurstendömets konstitution" åtnjöt. En "organisationskommitté" tillsattes, under ordförandeskap av den kraftfulle landshövdingen Carl Stjernvall, vilken kommitté avgav ett omfattande förslag till nyordnande av Gamla Finlands offentliga förhållanden. Det dröjde emellertid länge, innan de sociala olikheterna mellan Gamla och Nya Finland kunde utjämnas, och därtill bidrog i främsta rummet donationsförhållandena, vilka genom förordning av den 25 november 1826 yttermera försvårades. År 1826 väckte statssekreteraren friherre Robert Henrik Rehbinder förslag om att till Ryssland åter avträda den sydöstligaste, mest förryskade delen av Viborgs län, men detta förslag stötte på motstånd hos Finlands senat och förföll. Genom skolväsendets utveckling, inrättandet av Viborgs hovrätt 1839 samt framför allt genom donationsgodsens inlösen kom allt större överensstämmelse till stånd mellan förhållandena i Gamla Finland och det övriga Finland.